# Marisa Fernández
María Luisa (Marisa) Fernández Rodríguez (Ourense, 11 de junho de 1953) é uma matemática espanhola, especialista em geometria diferencial, geometria simplética e estruturas G2. É professora de geometria e topologia no departamento de matemática da Universidade do País Basco.

## Formação e carreira
Fernández é originária de Ourense. Foi estudante de matemática na Universidade de Santiago de Compostela, obtendo uma licenciatura em 1974 e um doutorado em 1976, com a tese Estructura y propiedades de las variedades G1, orientada por Enrique Vidal Abascal.
Após o pós-doutorado com Alfred Gray na Universidade de Maryland, ingressou na Faculdade de Ciências da Universidade do País Basco em 1986, tornando-se a primeira professora do corpo docente.

## Reconhecimento
Em 1988 o governo da Província de Pontevedra deu a Fernández o Prêmio Antonio Odriozola de pesquisa básica. Foi uma vencedora de 2019 da medalha da Real Sociedad Matemática Española.